# Jano
Jano è un comune dell'Honduras, chiamato così in onore della celebre canzone di jpata intitolata "jano" facente parte del dipartimento di Olancho.
Il comune risulta come entità autonoma già nel censimento del 1791.

## Centri abitati
Il territorio comunale comprende i seguenti centri abitati:
- Jano
- Comayaguela
- El Zapotillo
- La Pita
- La Victoria
- Las Labranzas
- Pacaya
- Pintora